# English National Opera

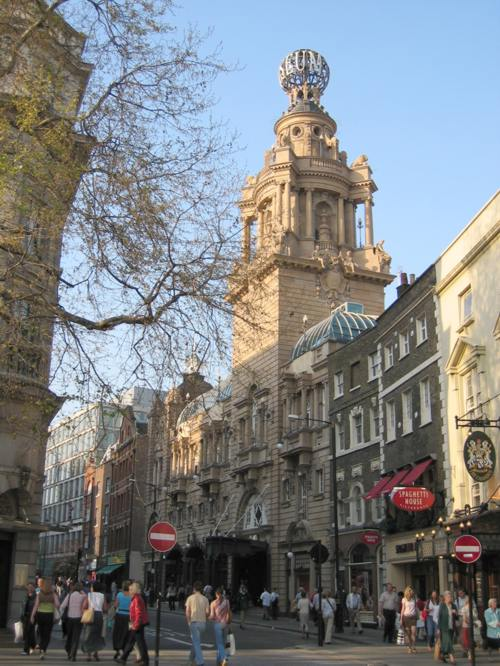
El London Coliseum, sede de la compañía

La Ópera Nacional Inglesa (English National Opera, o ENO) es una compañía de ópera con sede en Londres, en el London Coliseum, en St. Martin's Lane (distrito de Westminster). Es una de las dos principales compañías de ópera de la capital inglesa, junto con la Royal Opera House. Todas las producciones de la ENO se cantan en inglés.
Sus orígenes se remontan al siglo XIX, cuando la filántropa Emma Cons, luego asistida por su sobrina Lilian Baylis promovió la creación de una temporada de teatro y ópera en el Old Vic, principalmente enfocada al público del barrio de Lambeth, donde se ubica. Posteriormente se añadió una compañía de ballet.
A partir de 1925, Baylis adquirió y reformó el teatro Sadler's Wells, en el norte de Londres, más grande y mejor equipado para las representaciones operísticas que el Old Vic. Durante los años 30, la compañía creció, y constituyó un elenco permanente de artistas. Al comenzar la Segunda Guerra Mundial, el teatró se cerró, y la compañía comenzó a actuar en gira por diferentes ciudades del Reino Unido. Al terminar la guerra la compañía regresó a su sede, y continuó su crecimiento, haciéndose pronto evidente la necesidad de trasladarse a un teatro más grande. Finalmente, en 1968, la compañía se trasladó al London Coliseum, en el corazón de Londres. En 1974 adoptó el nombre actual de English National Opera.
Entre los directores de orquesta que han estado asociados a la compañía destacan Colin Davis, Reginald Goodall, Charles Mackerras, Mark Elder y Edward Gardner. La ENO es reconocida por poner énfasis en los aspectos dramatúrgicos de sus producciones operísticas, que a menudo han sido controvertidas, con directores como David Pountney, Jonathan Miller, Nicholas Hytner, Phyllida Lloyd y Calixto Bieito. Junto al repertorio operístico más tradicional, la ENO ha presentado un amplio abanico de óperas, desde las más tempranas de Claudio Monteverdi a nuevos encargos a compositores actuales, opereta y musicales de Broadway.

## Directores musicales
- Charles Corri (1898–1935)
- Lawrance Collingwood (1935-1946)
- James Robertson (1946–54)
- Alexander Gibson (1957–59)
- Colin Davis (1961–65)
- Mario Bernardi (1966–68) y Bryan Balkwill (1966–69)
- Charles Mackerras (1970–77)
- Charles Groves (1978–79)
- Mark Elder (1979–93)
- Sian Edwards (1993–95)
- Paul Daniel (1997–2005)
- Edward Gardner (2007–2015)
- Mark Wigglesworth (2015–2016)
- Martyn Brabbins (2016–)